# Peltophorum acutifolium
Peltophorum acutifolium là một loài thực vật có hoa trong họ Đậu. Loài này được (J. R. Johnston) J. R. Johnston miêu tả khoa học đầu tiên năm 1909.